# Trapezites
Trapezites is een geslacht van vlinders uit de onderfamilie Trapezitinae van de familie van de dikkopjes (Hesperiidae). De wetenschappelijke naam van het geslacht werd in 1819 door Jacob Hübner gepubliceerd. Het geslacht komt uitsluitend voor in Australië.

## Synoniem
- Anisyntoides Waterhouse, 1932.[2]
  - typesoort:  Cyclopides argenteoornatus Hewitson, 1868, tevens de enige soort in het geslacht.[3]

## Soorten
- Trapezites argenteoornatus (Hewitson, 1868)
- Trapezites atkinsi Williams, Williams & Hay, 1998
- Trapezites eliena (Hewitson, 1868)
- Trapezites genevieveae Atkins, 1997
- Trapezites heteromacula Meyrick & Lower, 1902
- Trapezites iacchoides Waterhouse, 1903
- Trapezites iacchus (Fabricius, 1775)
- Trapezites lutea (Tepper, 1882)
- Trapezites maheta (Hewitson, 1877)
- Trapezites macqueeni Kerr & Sands, 1970
- Trapezites petalia (Hewitson, 1868)
- Trapezites phigalia (Hewitson, 1868)
- Trapezites phigalioides Waterhouse, 1903
- Trapezites praxedes (Plötz, 1884)
- Trapezites sciron Waterhouse & Lyell, 1914
- Trapezites symmomus Hübner, 1823
- Trapezites taori Atkins, 1997
- Trapezites waterhousei Mayo & Atkins, 1992